# Parapsyche spinata
Parapsyche spinata är en nattsländeart som beskrevs av Donald G. Denning 1949. Parapsyche spinata ingår i släktet Parapsyche och familjen ryssjenattsländor. Inga underarter finns listade i Catalogue of Life.